# 奢湖
奢湖(拉丁文为"Lacus Luxuriae")是月球背面的一座小月海，大小约50公里。1976年其拉丁名-“奢华之湖”被国际天文学联合会批准采纳。

## 位置和附近特征

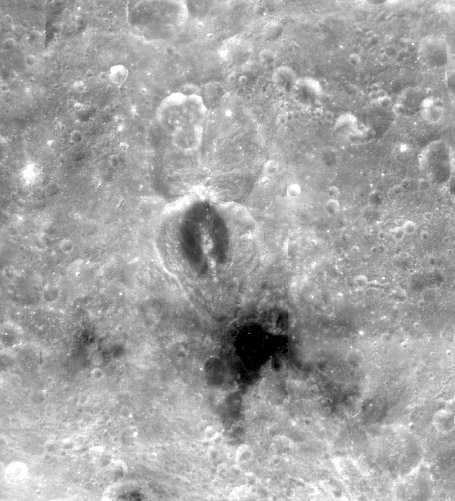
克莱芒蒂娜号在白贝罗环形山拍摄的陨石坑及其周边地区

奢湖与另几处无名小月海一起位于弗罗因德利希-沙罗诺夫盆地中心

，该月湖的中心月面坐标为19°24′N 175°30′E / 19.4°N 175.5°E。奢湖北邻另一小月海上的白贝罗环形山；东南是维尔塔宁陨石坑；安德森环形山位于它的西南。此外，还分布着一些环绕这些陨坑的卫星坑，这些是截止2015年月湖大部分表面中已命名的特征。

## 描述

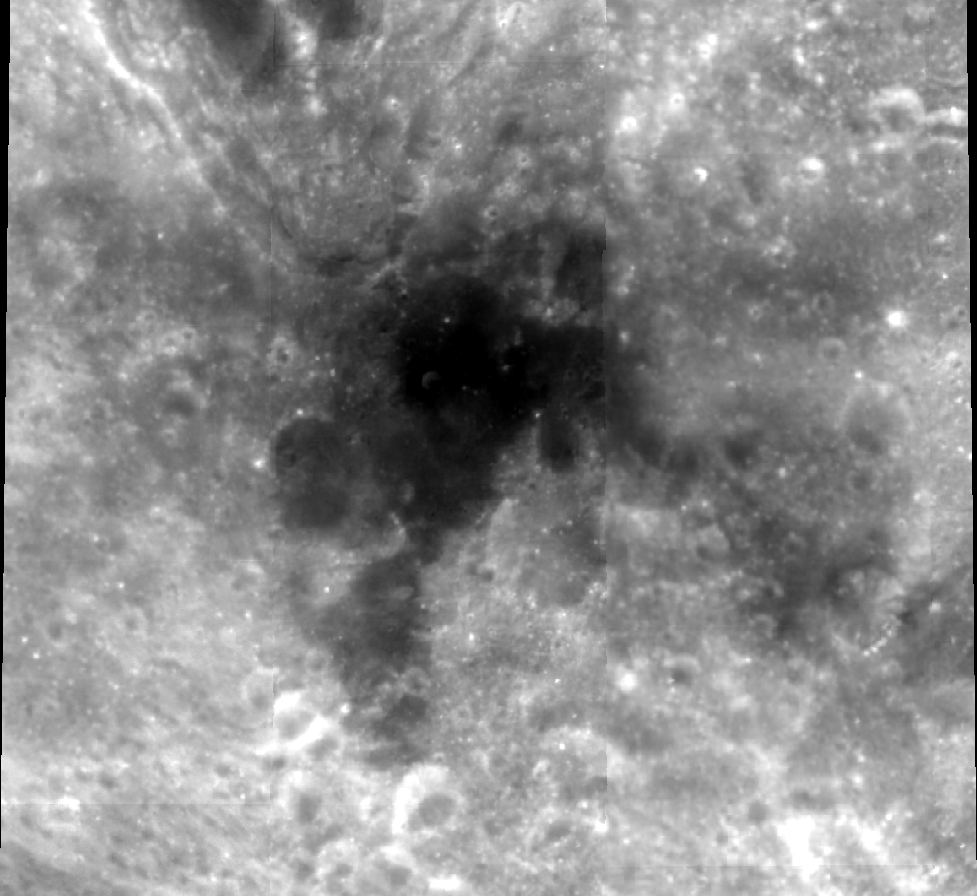
克莱门汀号在太阳低照下拍摄的图像。

奢湖带有伸向东南和南面的山脊，边缘模糊且外形不规则，边沿颜色较中间更浅，其原因可能是陨石的撞击使深色的月海熔岩混合了浅色的高地岩石。有一种看法认为，该月海北部幽暗的表面，不是裸露的月海熔岩，而是火山碎屑岩，但这种说法尚有争议；此外，光谱数据透露了月湖东北部与西南部岩石的差异；可能是两种不同喷发的结果。
奢湖表面低于基准月面高度2.5-2.6公里，与周边的小月海处于同一水平面。

## 地质史
奢湖所位于的弗罗因德利希-沙罗诺夫盆地形成于前酒海纪，而月海的出现则更晚，通过月湖表面在存续期间所累积的撞击坑计数结果，估计它形成于晚雨海世。陨石坑的平均尺寸反映，该月湖在37亿年前被熔岩覆盖，并且在2-3亿年后还有另一次喷发，产生的熔岩覆盖层厚度为15-30米，并摧毁
了所有低于数百米的撞击坑。33亿年前，该月湖的北部可能被熔岩多次覆盖，地层厚度达到10-20米，当时的熔岩大约漫延至白贝罗陨石坑附近。